# 王登三
王登三（1581年—？），字抒白，號翼聖、又号翊聖，直隶保定府清苑縣籍山西祁县人。明朝政治人物

## 生平
万历二十八年（1600年）庚子科顺天乡试三十七名举人，四十一年（1613年）癸丑科進士，工部觀政，任安阳知县，有惠政。以憂去官，土人为立生祠。服闋，补通許知县，旋擢兵部武選司主事，历任至職方司郎中，遭逆璫禍，几不免。崇禎元年上览《玉镜新谈》，见登三劾逆党張體乾疏，嘉其忠，即召见，起授太僕寺卿，閲二年，以病免，終於家。

## 家族
祖父王钺。